# Kislingbury
Kislingbury is een civil parish in het bestuurlijke gebied South Northamptonshire, in het Engelse graafschap Northamptonshire met 1237 inwoners.